# Gunjur (Marskrater)
Gunjur ist ein Einschlagkrater auf dem Planeten Mars. Er befindet sich im Gradfeld Aeolis im nördlichen Aeolis Planum. Der Krater befindet sich mit einem Breitengrad von -0.17 in der Nähe des Marsäquators.
Der Krater hat ein vor-amazonisches Alter. Das Amazon ist eine Mars-Epoche. Er ist damit älter als 3 Milliarden Jahre. Wahrscheinlich stammt er aus der Zeitperiode des Hesperian.
Das Sediment, mit dem sich der Krater nach dem Einschlag gefüllt hatte, kam aus dem Westen und füllte den Krater in mehreren Phasen. Inzwischen ist es zum Teil abgetragen. Vor Ereignissen, welche das Sediment zum Teil abgetragen haben, war es mehr als drei Kilometer dick. Die Menge des Sediments im Krater wurde mit 145,7 km³ berechnet. Gräben im Krater haben eine Länge von bis zu 100 und eine Tiefe von bis zu 10 Metern. Vor allem der westliche Bereich des Kraters weist viele Yardangs auf, das sind tafelförmige Erosionsformen in Lockersedimenten, die wie steile Sandwälle aussehen. Die Yardangs sind jünger als die Gräben.
Am 3. Juni 2013 wurde der Krater nach Gunjur benannt, einer Ortschaft in der gambischen West Coast Region.